# Municipio de Milltown
El municipio de Milltown (en inglés: Milltown Township) es un municipio ubicado en el condado de Hutchinson en el estado estadounidense de Dakota del Sur. En el año 2010 tenía una población de 115 habitantes y una densidad poblacional de 1,24 personas por km².

## Geografía
El municipio de Milltown se encuentra ubicado en las coordenadas 43°23′00″N 97°49′14″O / 43.38333, -97.82056. Según la Oficina del Censo de los Estados Unidos, el municipio tiene una superficie total de 92.62 km², de la cual 92,61 km² corresponden a tierra firme y (0,01 %) 0,01 km² es agua.

## Demografía
Según el censo de 2010, había 115 personas residiendo en el municipio de Milltown. La densidad de población era de 1,24 hab./km². De los 115 habitantes, el municipio de Milltown estaba compuesto por el 100 % blancos. Del total de la población el 0 % eran hispanos o latinos de cualquier raza.